# 中村ちひろ
中村 ちひろ（なかむら ちひろ、5月23日-）は、ラジオパーソナリティ、『SKY's THE LIMIT JAPAN』代表。新潟県長岡市出身。

## 概要
新潟県立長岡高等学校、中央大学文学部哲学科卒業。
大手生命保険会社の法人営業を経験後、FM新潟にて、パーソナリティ・ディレクター、プロデューサーに従事。
その後、ハワイ・オーストラリアにてラジオ番組の制作やコーチング技法を学び、『SKY's THE LIMIT JAPAN』を設立した。
その後は企業や行政を対象としたセミナー・研修を行いながら、新潟県民エフエム放送のアナウンサー・ラジオパーソナリティとして活躍していた。

## 出演
- 『Sw!tch』[4][5][6]（FM PORT、2012年4月 - 2016年10月）ナビゲーター
- 『FM HEAD LINE』[7]（FM-NIIGATA）パーソナリティ
- 『CINEMA☆PORT 映画の港へようこそ』[1]（FM PORT）ナビゲーター